# Blanca Marsillach
Blanca Marsillach del Río (Barcelona, 1966) é uma atriz espanhola.

## Biografia
Nasceu em 1966 em Barcelona, sendo a filha mais nova de Adolfo Marsillach e Teresa del Río. Ela também tem uma irmã mais velha, Cristina Marsillach, também atriz.

## Filmografia
| Filme                 | Ano  |  |  |
| --------------------- | ---- |  |  |
| GAL                   | 2006 |  |  |
| El inquisidor         | 2006 |  |  |
| Metro a Metro         | 2002 |  |  |
| Mi calle              | 2002 |  |  |
| Atractiva-t           | 2002 |  |  |
| La monja alférez      | 1986 |  |  |
| La miel del diablo    | 1986 |  |  |
| En penumbra           | 1986 |  |  |
| Los señores del acero | 1985 |  |  |

### Televisão
| Título            | Ano  |  |
| ----------------- | ---- |  |
| Código Fuego      | 2003 |  |
| Segunda enseñanza | 1986 |  |
| Escenario Madrid  |      |  |

## Teatro
- Abril en París
- El reino de la tierra, adaptação de Tennessee Williams.
- La tabernera de los cuatro vientos (1994), de Alberto Vázquez Figueroa
- Las entretenidas (2002), de Miguel Mihura